# Militär-Hochgericht Hanau

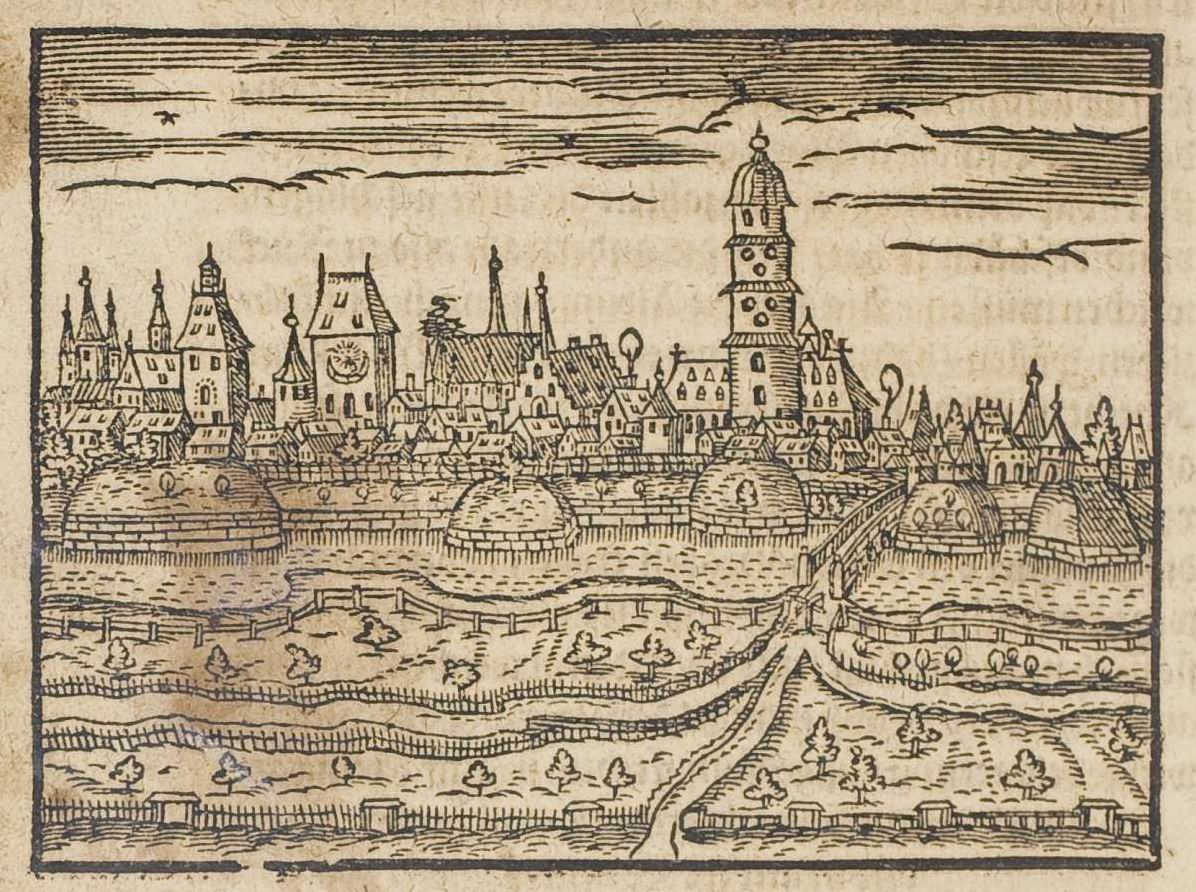
Stadtansicht von Hanau aus Abraham Saurs Theatrum Urbium, Ausgabe von 1610. Der Galgen ist unmittelbar vor der Brücke über den Stadtgraben in der Weggabelung zu erkennen.

Das Militär-Hochgericht Hanau war in der Frühen Neuzeit der Richtplatz der Garnison Hanau.

## Geografische Lage
Die Richtstätte lag im Norden der Neustadt Hanau, vor der Brücke, die über den Graben der Altstadt führte. Dies entspricht heute in etwa dem Bereich vor dem Behördenhaus am Freiheitsplatz.

## Geschichte
Der „zivile“ Richtplatz für Hanau lag auf der Gemarkung von Hanau-Kesselstadt, zwischen Kesselstadt und Dörnigheim, an der Landstraße nach Frankfurt und in Sichtweite des Anfang des 18. Jahrhunderts errichteten Schlosses Philippsruhe. Hier stand auch ein Galgen. 1834 wurde die Anlage abgebrochen und durch das Hochgericht Hanau ersetzt.
Das Militär der Hanauer Garnison benötigte für seine Militärgerichtsbarkeit aber einen eigenen Galgen, weil es sich von der zivilen Gerichtsbarkeit absetzen wollte. Dieser hat schon 1595 bestanden, wie die älteste erhaltene Ansicht der Stadt Hanau von Abraham Saur in dessen Theatrum Urbium zeigt. Von 1674 sind Archivalien zu Verhandlungen zwischen den beiden Städten Hanau und dem Militär erhalten, in denen es um die (Neu-)Errichtung des Galgens geht, der dann 1680 am überkommenen Standort gebaut wurde. 1696, 1715, 1729 und 1745 musste der Galgen, eine hölzerne Konstruktion, jeweils neu errichtet werden. Gehenkt wurde dort offenbar selten: Sicher ist, dass er zwischen 1715 und 1729 nicht genutzt wurde.
Wann der Galgen beseitigt wurde, ist nicht belegt. Spätestens als Erbprinz Wilhelm (IX./I.) von Hessen-Kassel im Rahmen einer großzügigen Neugestaltung des Bereichs zwischen der Neu- und der Altstadt Hanau 1768–1779 die frühneuzeitliche Stadtbefestigung Altstadt einreißen und die trennenden Gräben verfüllen ließ, um den (heute so genannten) Freiheitsplatz anzulegen, wurde auch der Galgen beseitigt.